# Victorița Dumitrescu
Victorița Dumitrescu (* 1. Dezember 1935 in Bukarest; † 22. Dezember 2009) war eine rumänische Feld- und Hallenhandballspielerin.

## Biografie
Victorița Dumitrescu gehörte über mehrere Jahre der Frauennationalmannschaft Rumäniens im Feld- und Hallenhandball an. Mit der Nationalmannschaft wurde sie sowohl bei der Feldhandball-Weltmeisterschaft der Frauen 1956 mit einem Sieg über Gastgeber Deutschland als auch 1960 in den Niederlanden mit einem 10:2-Erfolg über Österreich Handball-Weltmeisterin der Frauen im Feldhandball.
1962 wurde sie außerdem Handball-Weltmeisterin der Frauen im Hallenhandball mit einem 8:5-Sieg über Dänemark als Rumänien Gastgeber der 2. Hallenhandball-WM der Frauen war. Dumitrescu erzielte in 33 Länderspielen 30 Tore.
Dumitrescu litt über lange Jahre hinweg an Hüftgelenksarthrose, Diabetes mellitus und Bluthochdruck. Für ihre Verdienste um den Sport wurde sie im Juni 2009 von Präsident Traian Băsescu mit dem Orden Meritul Sportiv Erster Klasse ausgezeichnet. Ein halbes Jahr später erlag sie ihrer schweren Krankheit.